# Голодный, Михаил Семёнович
Михаи́л Семёнович Голо́дный (настоящая фамилия — Эпште́йн; 11 [24] декабря 1903, Бахмут, Екатеринославская губерния, Российская империя — 20 января 1949, Москва, СССР) — русский советский поэт и переводчик, журналист, военный корреспондент.

## Биография
Родился 11 (24) декабря 1903 года в Бахмуте в еврейской семье. Детство и юность Михаила Голодного прошли в Екатеринославе на улице Александровской (ныне — улица Сечевых Стрельцов в Днепре). После установления Советской власти в городе вместе с комсомольским поэтом Михаилом Светловым стоял у истоков молодёжного рабкоровского движения. Писать начал в 1919 году. Тогда же вступил в комсомол. Первые стихи напечатаны в местных журналах «Юный пролетарий» (1920), «Молодая кузница» (1924), газете «Грядущая смена» (выходила с 1921 года). В начале 20-х годов уехал в Харьков, потом в Москву. Учился в рабфаке, затем в Высшем литературно-художественном институте имени В. Я. Брюсова. Продолжил образование в Московском университете. До 1927 года был членом группы «Перевал», а затем включился в работу ВАПП. Член ВКП(б) с 1939 года. Жил в Москве в знаменитом «Доме писательского кооператива» (Камергерский переулок, 2). В годы Великой Отечественной войны был военным корреспондентом центральных и фронтовых газет.

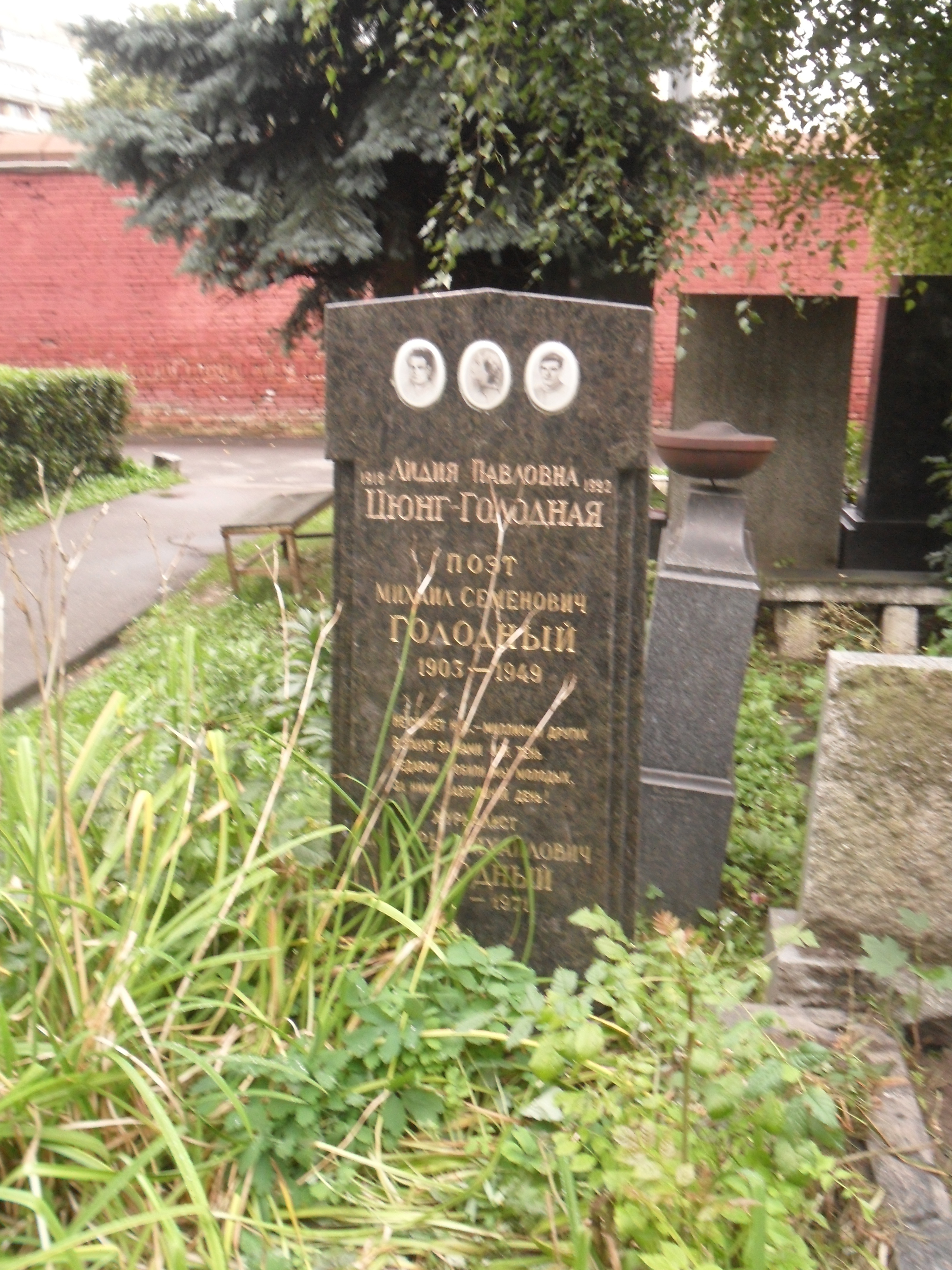
Могила Голодного на Новодевичьем кладбище

Погиб 20 января 1949 года при невыясненных обстоятельствах (сбит автомобилем). Похоронен на Новодевичьем кладбище (участок № 1).

## Семья
Жена Лидия Павловна Цюнг-Голодная (1918—1992; певица). Сын Цезарь Голодный (1927—1971; журналист).

## Творчество
Центральное место в творчестве Михаила Голодного занимает Гражданская война в России. Его поэмы, песни, баллады «Верка Вольная», «Судья ревтрибунала», «Песня чапаевца», «Песня о Щорсе», «Партизан Железняк» посвящены героям, красноармейцам гражданской войны. Перевёл на русский язык ряд произведений Тараса Шевченко, Максима Рыльского, Адама Мицкевича и других авторов.